# Nilfisk

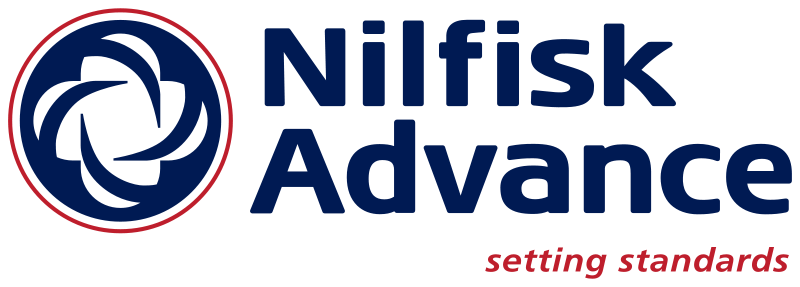
Ehemaliges Logo, 1998–2015

Die Nilfisk A/S ist ein Hersteller von Reinigungsgeräten mit Hauptsitz im dänischen Brøndby. Der Name geht auf die Unternehmensgründer Hans Marius Nielsen (1875–1975) und Peder Andersen Fisker (1870–1954) zurück.
Nachdem es seit 1989 zur NKT A/S gehörte, ist es seit 2017 an der Kopenhagener Börse notiert. Das Unternehmen befindet sich überwiegend im Streubesitz.
Über eigene Vertriebsniederlassungen und ein flächendeckendes Händlernetz ist das Unternehmen in über 100 Ländern vertreten. Es bestehen Produktionsstätten in Dänemark, Deutschland, Ungarn, Singapur, China, Italien, Mexiko und den USA. Im Jahr 2021 erzielte das Unternehmen mit weltweit etwa 4900 Mitarbeitern einen Umsatz von 995 Millionen Euro.
Die Nilfisk GmbH ist die deutsche Tochtergesellschaft der Nilfisk Group und ist auch mit der Marke Viper am Markt vertreten. Der deutsche Hauptsitz ist in Bellenberg. Das Unternehmen bedient Kunden aus den Bereichen Landwirtschaft, Automotive, Gewerbe und Handwerk sowie Gebäudereinigung, Healthcare, Industrie, Institutionen und Handel. Die Produktpalette beinhaltet professionelle Hochdruckreiniger, Scheuersaugmaschinen, Kehrmaschinen, Kombinationsmaschinen (Kehren, Scheuern, Saugen), Einscheiben- und Poliermaschinen, Nass-/Trockensauger, Gewerbesauger und Sicherheitssauger.

## Geschichte

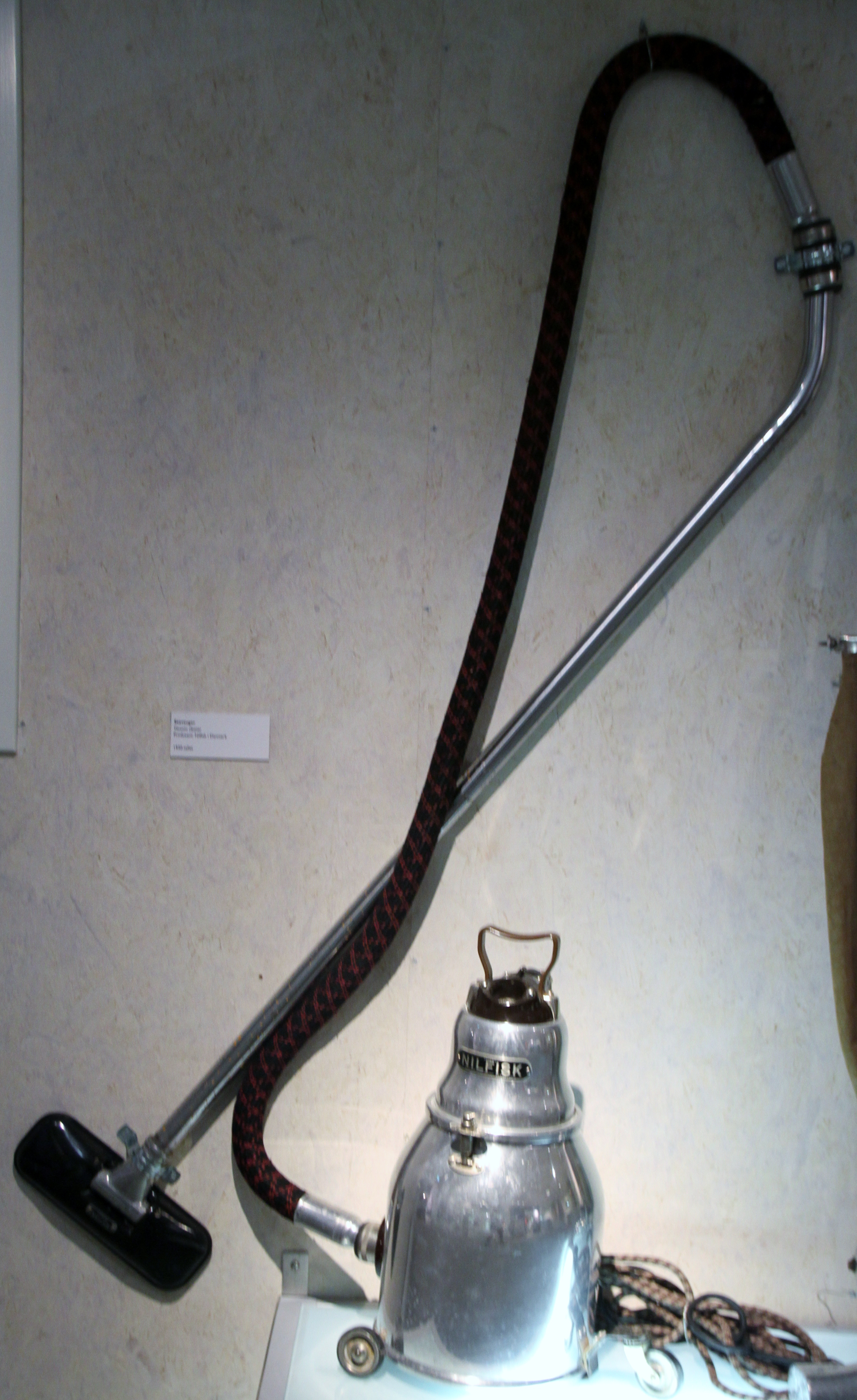
Nilfisk Staubsauger, 1930er Jahre

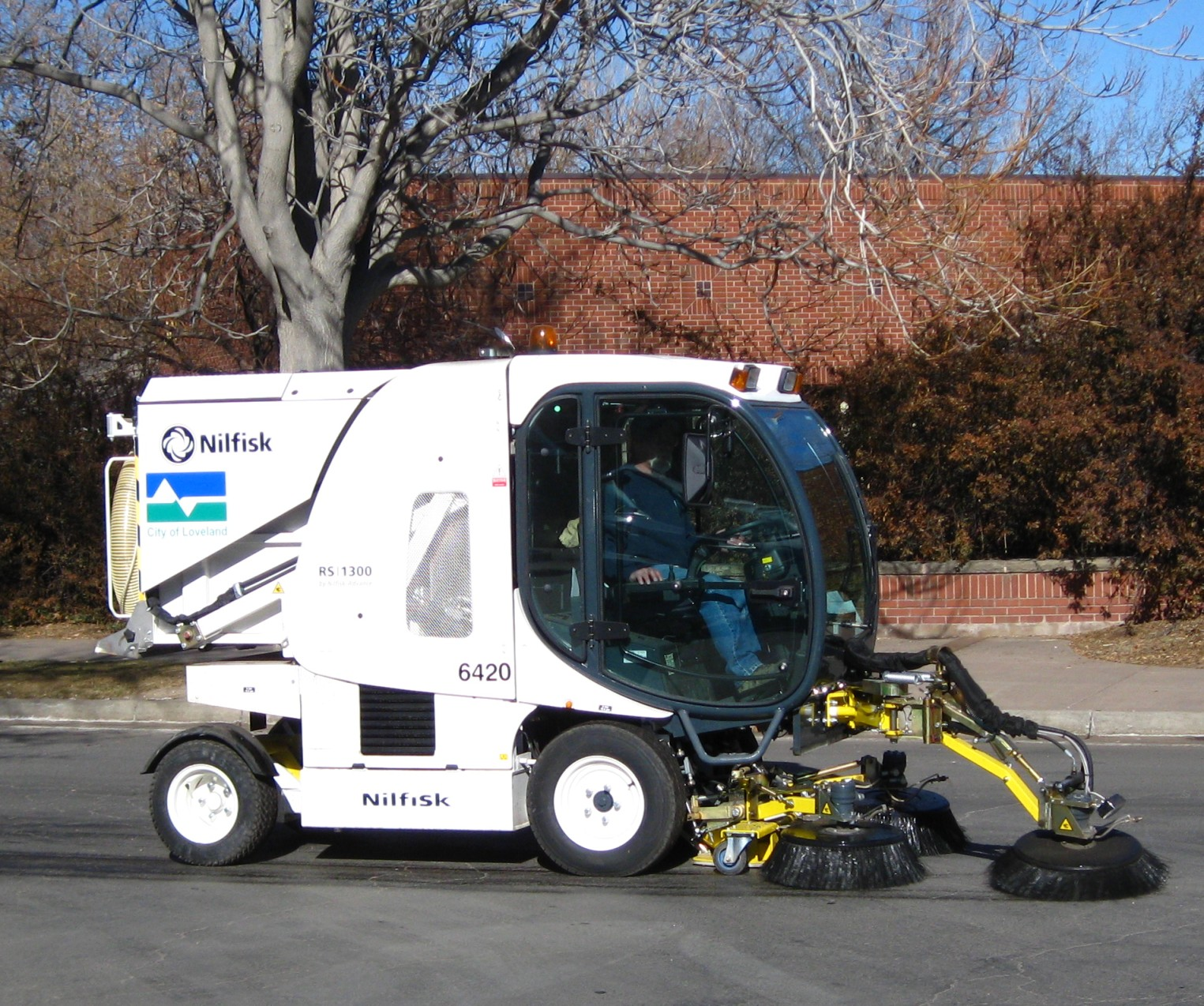
Nilfisk Kehrmaschine, USA 2008

P. A. Fisker und H. M. Nielsen gründeten im Jahr 1906 das Unternehmen Nilfisk. Der erste Staubsauger mit dem Namen C1 kam im Jahr 1910 auf den Markt.
1911 verließ Nielsen die Firma, die ihren Namen behielt. Nach dem Ersten Weltkrieg entwickelte Peder Andersen Fisker mit seinem Sohn, dem Ingenieur Anders Fisker, das Nimbus-Motorrad. Im Jahr 1954 hatte das Unternehmen über eine Million Nilfisk-Staubsauger verkauft und brachte die weltweit erste Scheuersaugmaschine auf den Markt. Aufgrund von Marktveränderungen, dem Auto als Konkurrenz und hohen Kosten für importierte Materialien kam es zu Absatzrückgängen und zur Einstellung der Nimbus-Produktion. 1959 beschloss die Firma, sich ausschließlich auf Reinigungsgeräte zu konzentrieren.
Nilfisk erwarb im Jahr 1988 das 1962 gegründete dänische Unternehmen Gerni und wurde im Jahr 1989 von der NKT-Gruppe übernommen. Das Unternehmen führte im Jahr 1990 das weltweit erste Aufsitzmodell ein.
2011 stellte Nilfisk eine Aufsitz-Reinigungsmaschine mit Hybrid-Antrieb vor, wobei für den Motor auf Kubota zurückgegriffen wurde; 2016 auf der CeMAT eine mit Brennstoffzellen-Antrieb; 2018 folgte ein weiteres Modell mit Brennstoffzelle und Steer-by-Wire-Lenkung.

### Übernahmen seit 1990
Nilfisk übernahm 1994 die im Jahr 1925 gegründete Advance Machine Company (USA) sowie den deutschen Bodenreinigungsspezialist Schwamborn Baumaschinen GmbH. Die Unternehmensgruppe firmierte im Jahr 1998 in Nilfisk-Advance um. Im gleichen Jahr wurde die Euroclean/Kent aus der Electrolux-Gruppe aufgekauft.
Nilfisk übernahm im Jahr 1999 70 % des Saugerherstellers CFM-Reitek und erwarb die restlichen 30 % im Jahr 2000. Die Übernahme der Unternehmen Ecologica, ein 1987 gegründeter, italienischer Hersteller von Kehrmaschinen, und ALTO, ein Zusammenschluss mehrerer Hersteller von Reinigungsgeräten, fand im Jahr 2004 statt. Seit der Übernahme von ALTO, zu der auch die Marken KEW, Clarke, American-Lincoln gehörten, ist die über 40 Jahre alte Marke Wap fester Bestandteil der Produkte des Bellenberger Reinigungsspezialisten Nilfisk-ALTO; seit Januar 2016 entfiel der Namensteil ALTO. Weitere Übernahmen fanden in den Jahren 2006 mit U.S. Products, 2007 mit der ViperGruppe und 2008 mit HydraMaster, auch ein Anbieter von Reinigungsgeräten, statt. Im Januar 2008 verschmolzen CFM-Reitek und Nilfisk-Advance zu Nilfisk-CFM.
Im Jahr 2011 übernahm Nilfisk das dänische Unternehmen Egholm Maskiner A/S mit 80 Mitarbeitern. 2019 wurde Egholm an die Gründer des Unternehmens zurückverkauft.
Jungo Voirie, Hecker & Brian.
Seit 2015 firmiert das Unternehmen mit der Streichung des Zusatzes Advance offiziell wieder nur noch als Nilfisk A/S.

### Namensgebung
Um auch nach der Übernahme der amerikanischen Advance Machine Company den in den Vereinigten Staaten bekannten Namen Advance zu behalten, wurde er schließlich im Jahr 1998 in die Firma aufgenommen.

## Produkte
Die Hauptproduktlinien umfassen:
- Hochdruckreiniger
- Staubsauger (Nass-/Trockensauger, Gewerbesauger und Sicherheitssauger)
- Scheuersaugmaschinen (Nachläufer, Stand-on, Aufsitzer und autonome Maschinen / Roboter)
- Kehrmaschinen
- Kombinationsmaschinen (Kehren, Scheuern, Saugen)
- Einscheiben- und Poliermaschinen

## Marken
Die Nilfisk GmbH ist unter der Marke Nilfisk mit den Produktbereichen „Nilfisk grey line“ und „Nilfisk blue line“ auf dem Markt vertreten:
- Zur Produktlinie Nilfisk blue line gehören die Geräte der früheren Nilfisk-ALTO Linie; die blaue Gehäusefarbe stammt noch von den Alto-Produkten.[19] Sie umfasst ein Produktprogramm an Hochdruckreinigern, Nass-/Trockensaugern, stationären Anlagen sowie Reinigungs- und Pflegemitteln.

- Die Marke Nilfisk Consumer umfasst Reinigungsgeräte (Hochdruckreiniger, Nass- und Trockensaugern, zentrale Haussauganlagen, Sprühextraktionsgeräte, Dampfreiniger).

- Die Nilfisk grey line vereint die vormaligen Marken Nilfisk professional und Nilfisk Industrial Vacuum Solutions in sich. Dazu gehören Poliermaschinen, Kombimaschinen (Kehren, Scheuern, Saugen), Gewerbestaubsauger (seit 2016 auch für Reinräume[27]), Scheuersaugmaschinen, Einscheiben- und Kehrmaschinen sowie Teppichreiniger, Hartbodenmaschinen. Zur Nilfisk grey line gehört außerdem die bisherige Marke Nilfisk Industrial Vacuum Cleaner. Eine Marke für Industriesauger und industrielle Absaugtechnik, die aus dem Zusammenschluss von Nilfisk-Advance und CFM im Jahr 2002 entstand. Die Produktlinie beinhaltet Standardgeräte für den Wechsel- und Drehstrombereich, spezielle Maschinen zur Ölabsaugung und Druckluftsaugern, Spezialsauger für die Bereiche Chemie, Pharmazie oder Absauganlagen und Hochleistungssauger.